# 聖岳

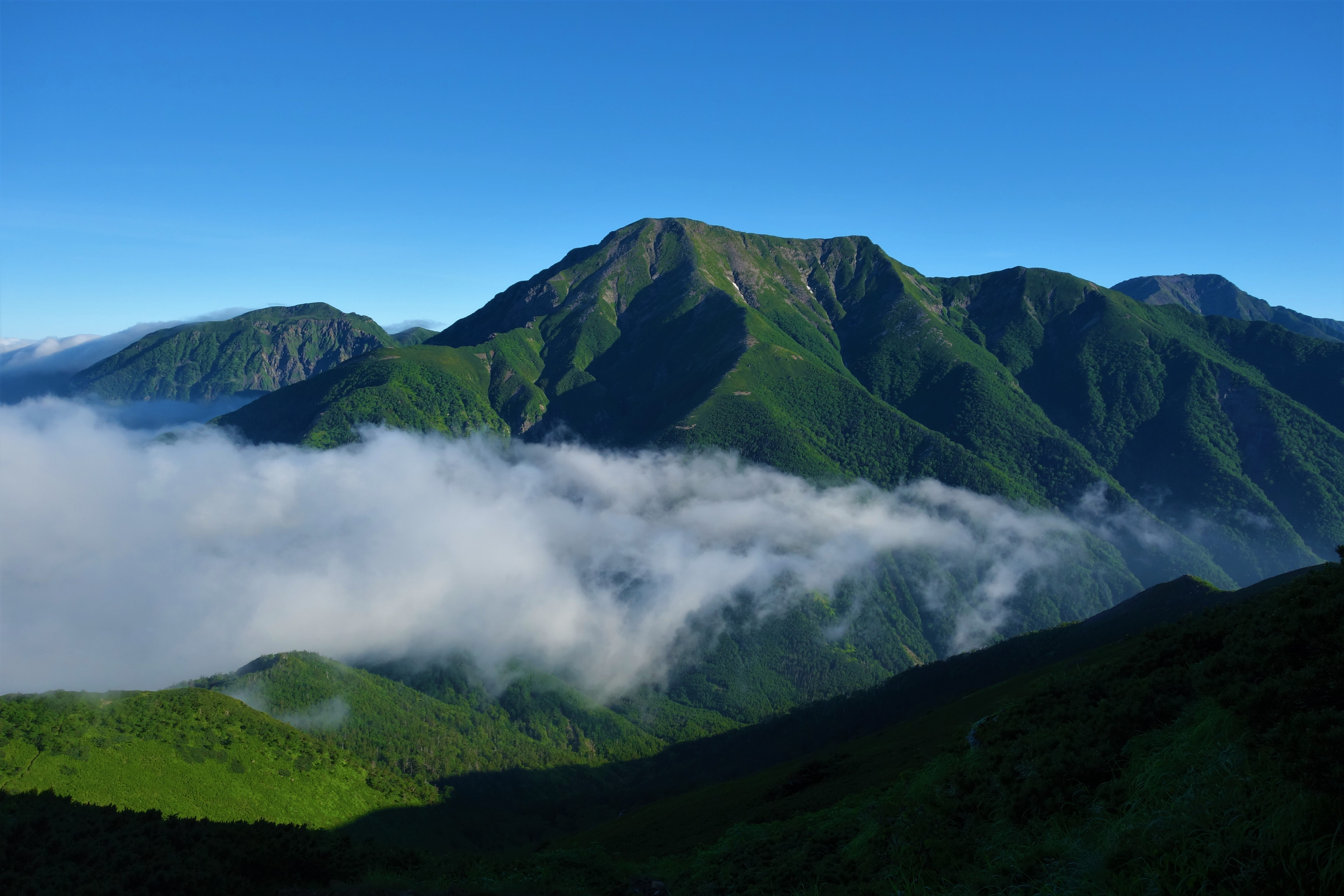
從上河内岳望向聖岳

聖岳（日语：聖岳，ひじりだけ）是一座位於日本赤石山脈（南阿爾卑斯）南部静岡市葵區和長野縣飯田市交界處的一座標高3,013米的山峰，為 日本百名山之一，也是南阿爾卑斯海拔超過3000米的山峰中最南端的一座。